# 沙利文縣 (田納西州)
沙利文縣（英語：Sullivan County）是美國田納西州東北部的一個縣，北鄰維吉尼亞州。面積1,113平方公里。根據美國2000年人口普查，共有人口153,048人。縣治布朗特維爾 (Blountville)。
成立於1779年，縣政府成立於1780年2月7日。縣名紀念美國獨立戰爭英雄約翰·沙利文少將。